# Zitadelle von Antwerpen

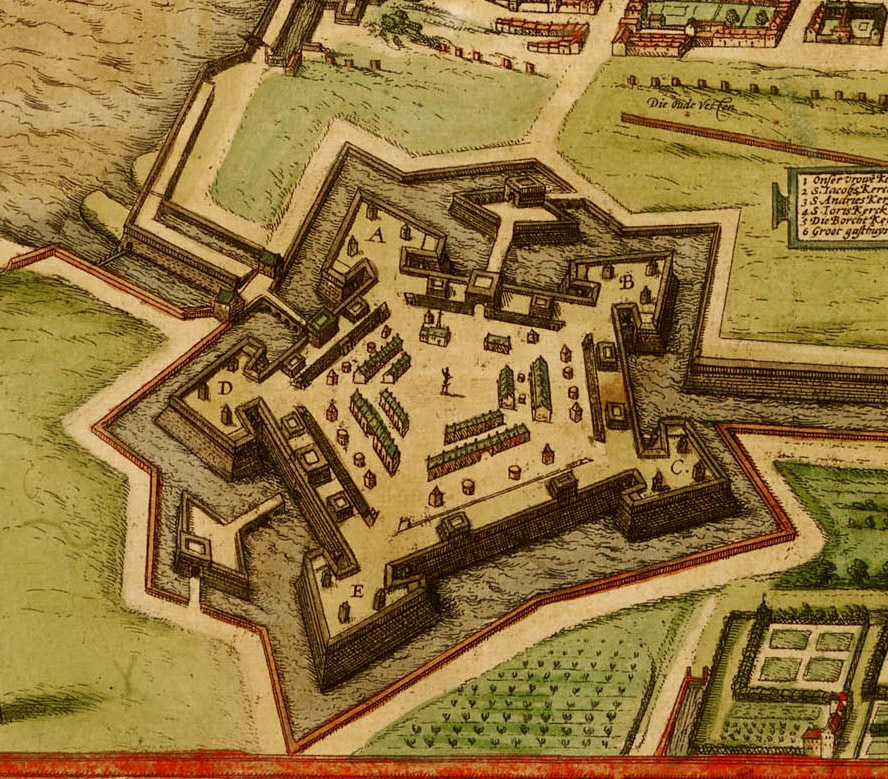
Ausschnitt aus einer Stadtansicht von 1572

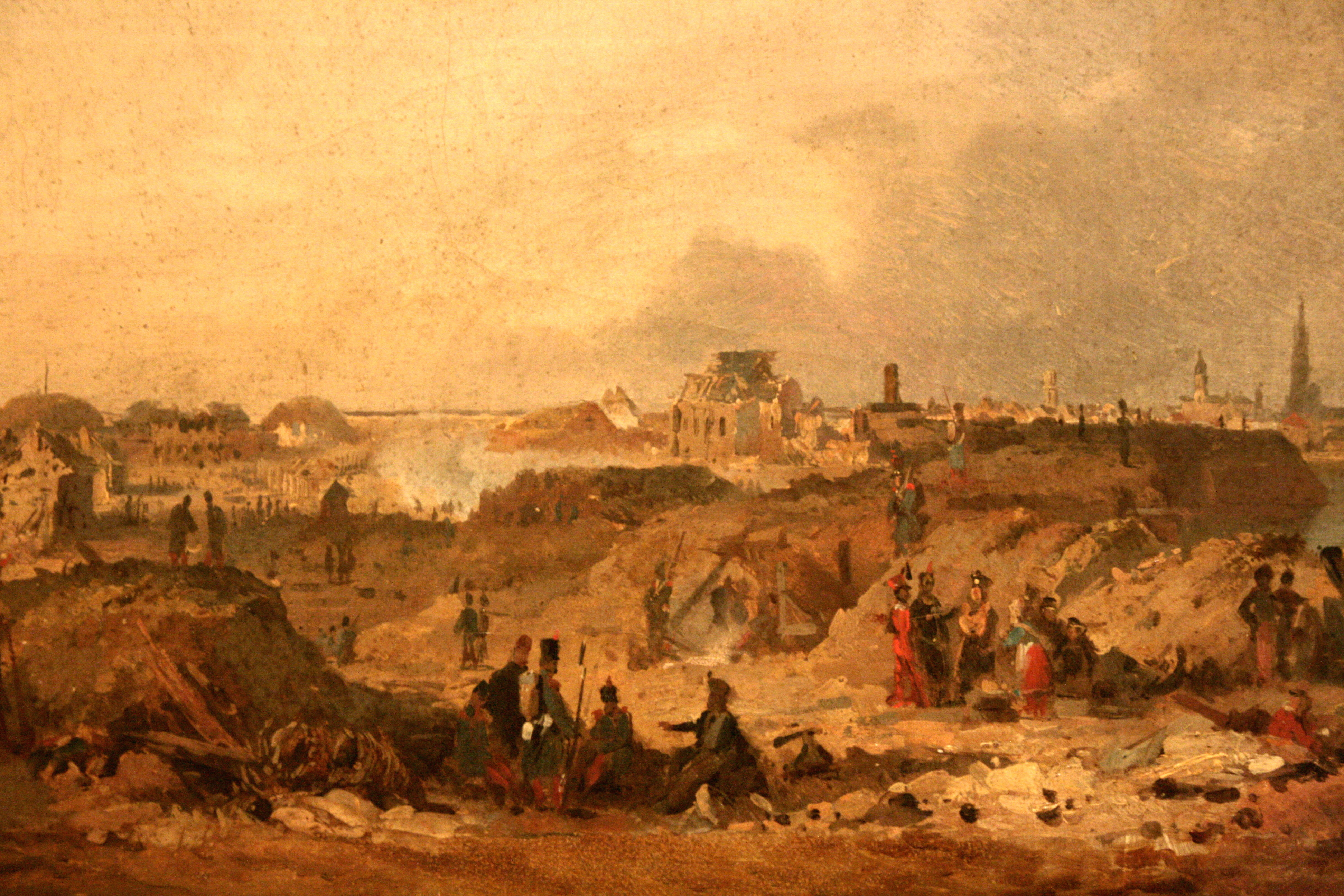
Die Zitadelle nach der Bombardierung 1832 (Ferdinand de Braekeleer)

Die Zitadelle von Antwerpen war eine ab 1567 erbaute Festung am Südrand der Stadt Antwerpen in den damaligen spanischen Niederlanden (heute Belgien).

## Anlage
Die in Form eines innerhalb der Mauern 5 ha großen bastionierten Fünfecks errichtete Anlage lag zwischen der Klinik Léopold II., dem Bahnhof Antwerpen Zuid, dem Koning Albert Park und dem Stadspark. Von den fünf Bastionen trugen vier Eigennamen des Statthalters der Niederlande Herzog Alba, der den Bau veranlasst hatte: Baluardo de Fernando, del Duque, de Toledo und de Alba. Die fünfte trug den Namen des Architekten Paciotto. Zwei beherrschten die Stadt und zwei die Schelde.

## Geschichte
Die Zitadelle wurde im Auftrag Herzog Albas nach von Bartolomeo Campi veränderten Plänen des italienischen Renaissancearchitekten Francesco Paciotto erbaut. Im Hof stand seit 1571 ein Standbild Albas, das an den Sieg über die niederländischen Aufständischen erinnerte. Der spanische König Philipp II ließ es 1574 nach der Abberufung Albas wieder vom Platz entfernen. 1577 eroberten Niederländer die Zitadelle und vernichteten das Bild endgültig.
Die Anlage erfuhr im 18. und 19. Jahrhundert eine Vergrößerung der Bastionen und weitere Ausbauten, darunter die Lünetten (Brilschansen) Kiel und Saint-Laurent. Sie war letztmals im Jahr 1832 während der Kämpfe um die belgische Unabhängigkeit von Bedeutung, als die von dem niederländischen General David Hendrik Chassé befehligte Festung von französischen Truppen unter Étienne-Maurice Gérard belagert und am 24. Dezember 1832 eingenommen wurde (Belagerung von Antwerpen). 1859 wurde die Zitadelle mit der Errichtung der Festung Antwerpen abgebrochen.